# Commoris
Commoris là một chi nhện trong họ Salticidae.